# DEN 0255-4700
DENIS 0255-4700 és una nana marró extremadament tènue a uns 16 anys llum del sistema solar en la constel·lació d'Eridà. És la nana marró de classe L més propera a la Terra descoberta. La seva proximitat al sistema solar va ser establerta el 2006 pel grup RECONS.